# جنگ‌های ساندویچ مرغ

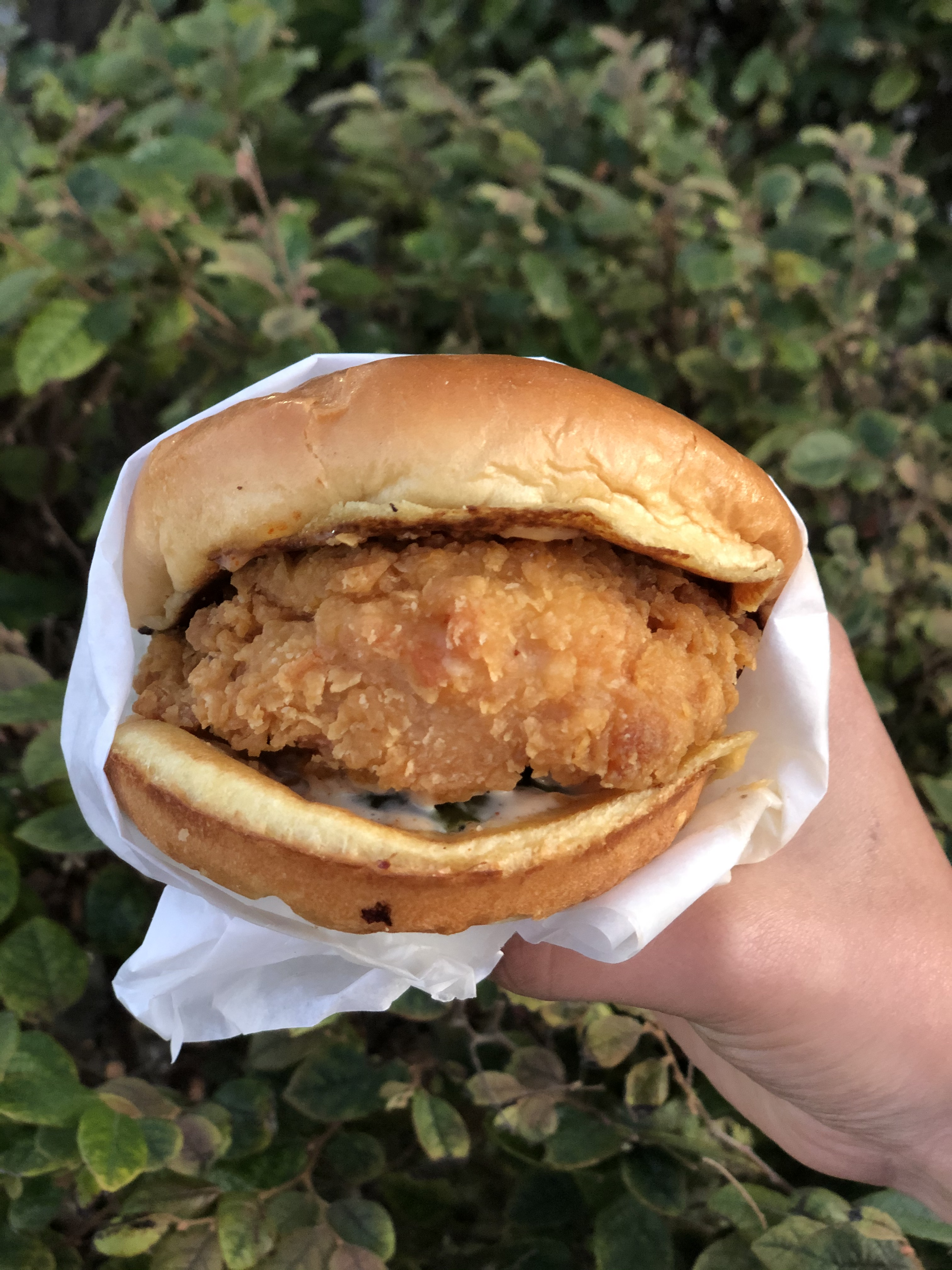
ساندویچ مرغ سوخاری پاپایز

جنگ‌های ساندویچ مرغ (Chicken Sandwich Wars)، یک روند بازاریابی در تاریخ فست‌فود در ایالات متحده است که طی آن تعداد زیادی از رستوران‌های زنجیره‌ای آمریکایی برای خدمات سریع، ساندویچ مرغ سرخ شده را به منوی خود معرفی کردند. این پدیده در سال ۲۰۱۹ آغاز شد و تا سال ۲۰۲۲ هنوز هم ادامه داشت.

## تاریخچه

### پیشینه
طبق گفته سایکی ویلیامز- فورسون از دانشگاه مریلند، خانواده‌های آمریکایی در اوایل دوره استعمار نان و مرغ را با هم می‌خوردند، اگرچه مکانیزم دقیق مصرف آن مشخص نیست. در همین‌حال اولین استفاده از کلمه ساندویچ در سال ۱۷۶۲ میلادی به ادوارد گیبون نسبت داده شده‌است. در قرن بیست و یکم، در ایالات متحده آمریکا، ، با افزایش مصرف مرغ در آمریکا، سهم بازار زنجیره غذای فست فود Chick-fil-A که اساساً از مرغ غذا تهیه می‌کند - در رده رستوران‌های با سرویس‌های سریع- به سرعت افزایش یافت.

## آغاز
در ۱۲ اوت ۲۰۱۹، پاپایز ساندویچ مرغ سرخ شده را به منوی خود اضافه کرد، این کار، Chick-fil-A را بر آن داشت تا در شبکه اجتماعی اکس ادعا کند که قبل از پاپایز ساندویچ مرغ سرخ‌شده  را معرفی کرده است. پس از آن یک گفتگوی حضوری در رسانه‌های اجتماعی میان این دو رستوران زنجیره‌ای صورت گرفت؛ به گزارش نیویورک تایمز، این گفتگو «اینترنت را به مدت … یک و نیم هفته به خود مشغول کرد». تا پایان سال ۲۰۱۹، پاپایز شاهد افزایش ۳۸ درصدی در فروش بود که این افزایش فروش عمدتاً به ساندویچ مرغ جدید آن نسبت داده شد. هری استایلز، در یکی از قسمت‌های  برنامه طنز  Saturday Night Live، در ماه نوامبر، در یک نمایش بر اساس محبوبیت ساندویچ مرغ پاپایز حاضر شد.

### گسترش
درنتیجه محبوبیت تجاری منوی پاپایز، فست فودهای زنجیره‌ای دیگر نیز ساندویچ مرغ سرخ‌شده را به منوهای خود اضافه کردند. تا ژانویه ۲۰۲۱، بیش از ۲۰ برند آمریکایی فست فود، ساندویچ مرغ می‌فروختند. علاوه بر پاپایز و Chick-fil-A، فروشگاه‌های دیگری از جمله Golden Chick, KFC, Fatburger, Church's Chicken, Wendy's, BurgerFi, Zaxby's, Fuku, Jack in the Box, Sonic, Carl's Jr. , Shake Shack, Boston Market, McDonald's، پولو کامپرو، بوجانگلس و برگر کینگ به این بازار پیوستند. در ژوئیه ۲۰۲۱، شیرینی Airheads نیز یک ساندویچ مرغ جدید و محدود را همراه با رستوران شیکاگو Frances' Deli & Brunchery معرفی کرد. ساندویچ بر روی نان پخته شده از آب نبات ترش تهیه می‌شد.
پاپایز در ۲۸ ژوئیه ۲۰۲۱ به عنوان بخشی از تبلیغاتش با شعار «ما با تکه‌ها سراغ تان می‌اییم» برای آیتم منوی ۸ تکه ناگت مرغ خواستار پایان مبارزات شد. پاپایز همچنین ۱٬۰۰۰٬۰۰۰ دلار ناگت مرغ را از رقبای خود خریداری کرده و به بانک Second Harvest Bank نیواورلئان بزرگ و آکادیانا اهدا کرد.

## تأثیر اقتصادی
بر اساس Edison Trends «هزینه آنلاین برای ساندویچ مرغ در تمام رستوران‌ها در این تجزیه و تحلیل مجموعاً میان ژانویه ۲۰۱۹ و دسامبر ۲۰۲۰، ۴۲۰ درصد رشد داشته‌است». این احتمالاً به دلیل تغییر به سمت هزینه‌های آنلاین در طول همه‌گیری بوده‌است. در آوریل ۲۰۲۱، صاحبان امتیاز مک دونالد روزانه حدود ۲۶۲ ساندویچ مرغ می‌فروختند.
با توجه به شروع و شدت مبارزات ساندویچ مرغ، همراه با اختلالات به‌وجود آمده در زنجیره تأمین ناشی از بیماری همه‌گیر COVID-19 در ایالات متحده، کم‌بود مرغ از آغاز بهار ۲۰۲۱ گزارش شد. شورای ملی مرغ به دنبال رفع نگرانی‌های عمومی در مورد اختلالات در عرضه طیور کشور بود و سخن‌گوی شورا در ماه می همان سال اعلام کرد که «تأمین بسیار محدود اما کم‌بودی وجود دارد». در همان ماه، قیمت مرغ در ایالات متحده به بالاترین حد خود در سه سال اخیر رسید و این افزایش قیمت عمدتاً توسط روزنامه The Birmingham News به مبارزات ساندویچ مرغ نسبت داده شد. در همین حال، پاپایز، پیش از برنامه‌ریزی و گسترش منوی تابستانی، شروع به ذخیره‌سازی مرغ نمود.